# Integral abeliana
Em matemática, uma integral abeliana em teoria da superfície de Riemann é uma função relacionada a integral indefinida de uma diferencial do primeiro tipo.